# خمیر صنل
خمیر صنل یا صندل (وجه تسمیهٔ آن به این دلیل است که یکی از ادویه‌های بکار رفته در آن پودر چوب صندل می‌باشد) یک شیرینی کاملاً بومی و سنتی است که فقط در شهر نهاوند تولید می‌شود. این خمیر فرمول مخصوص خودش را دارد، این فرمول نسل به نسل به نهاوندی‌ها رسیده و هیچ‌کس از تاریخ دقیق اختراع خمیر صنل اطلاع دقیقی ندارد. اما ابوتراب رئوفی، رضا مقدم و یوسف ابوالفتحی از بهترین و قدیمی‌ترین افرادی هستند، که این شیرینی مخصوص را در نهاوند تولید می‌کنند و امروز نهاوندی‌ها آن را به عنوان سوغاتی شهرشان به مسافران معرفی می‌کنند. یوسف ابوالفتحی که چندسالی است بازنشسته شده می‌گوید این شیرینی برای درمان برخی بیماری‌ها مفید است و یک نوع شیرینی گرم است.

## مواد تشکیل دهنده
مواد تشکیل دهنده خمیر صنل آرد بوداده، روغن، شکر، بیسکویت، زنجبیل، جوز و دارچین است. ابتدا شکر با روغن جوشیده شود سپس بیسکویت را اضافه کرده و جوز و زنجبیل را اضافه کرده و بعد آرد بو داده را اضافه می‌کنیم تا در دستگاه خوب مخلوط شود و در پایان هم به خمیر صنل شکل می‌دهیم وهمه با هم نوش جان می‌کنیم.

## خواص درمانی
از خواص خمیر صنل می‌توان به ضدعفونی‌کنندگی، ضد التهاب، ضد اسپاسم، ضد نفخ، نرم‌کننده، خلط آور، کاهش‌دهنده فشار خون، تقویت‌کننده حافظه و آرام بخشی اشاره کرد.